# Daniel Vié
Daniel Vié (ur. 25 kwietnia 1925 w Nantes, zm. 18 czerwca 1998) – francuski polityk, od 1980 do 1984 poseł do Parlamentu Europejskiego I kadencji.

## Życiorys
Zaangażował się w działalność polityczną w ramach Zgromadzenia na rzecz Republiki. W październiku 1980 uzyskał mandat posła do Parlamentu Europejskiego w miejsce Christiana Ponceleta. Przystąpił do Europejskich Progresywnych Demokratów, zasiadł w prezydium tej frakcji.